# Hamilton Old Parish Church

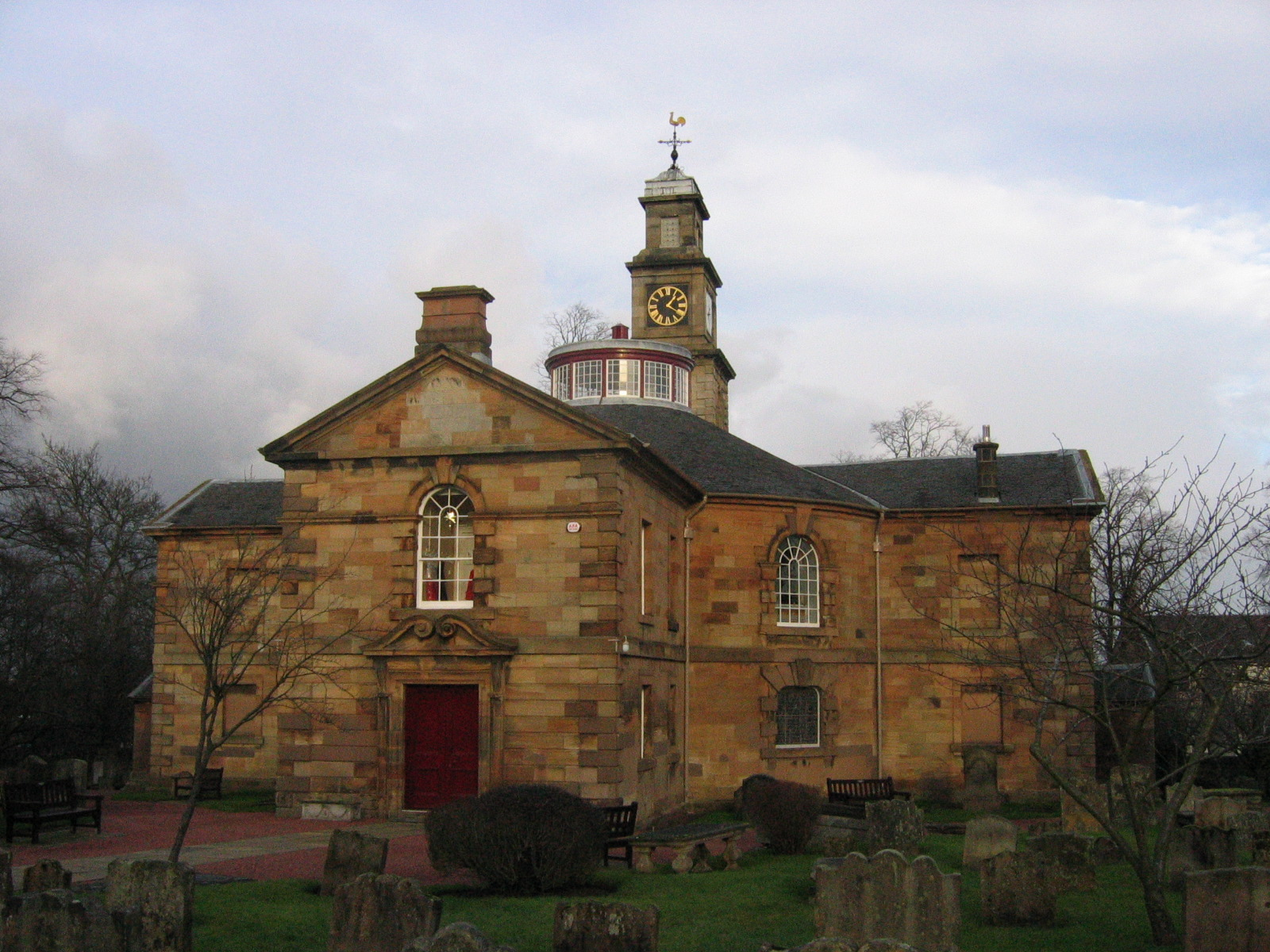
Hamilton Old Parish Church

Die Hamilton Old Parish Church ist ein Kirchengebäude der presbyterianischen Church of Scotland in der schottischen Stadt Hamilton in der Council Area South Lanarkshire. 1971 wurde das Bauwerk in die schottischen Denkmallisten in der höchsten Denkmalkategorie A aufgenommen.

## Geschichte
Bereits im Laufe des 13. Jahrhunderts stiftete der schottische König David I. eine Kirche am Standort. Im Jahre 1450 ließ James Hamilton, 1. Lord Hamilton dort mit päpstlichem Einverständnis ein Kollegiatstift erbauen. Die 1462 fertiggestellte Kirche befand sich nahe dem heutigen Hamilton Mausoleum. Um Flächen im Park des Hamilton Palace freizusetzen, ließ James Douglas-Hamilton, 5. Duke of Hamilton die Kirche 1732 abbrechen, die bis zu dieser Zeit genutzt wurde. Im selben Jahr begann der Bau der heutigen Hamilton Old Parish Church nach einem Entwurf des schottischen Ingenieurs William Adam. Die erste Messe wurde gegen Ende des Jahres 1734 gelesen. Die kleine Kuppel wurde 1841 hinzugefügt und gegen Ende des 19. Jahrhunderts eine Orgel ergänzt. Modernisierungsmaßnahmen wurden 1925 und in den 1990er Jahren durchgeführt.

## Beschreibung
Die Hamilton Old Parish Church steht in der parkähnlichen Senke des Cadzow Burn im Norden von Hamilton. Die Cadzow Bridge verläuft ein kurzes Stück nordwestlich. Es handelt sich um die einzige Kirche, die William Adam entwarf. Sie ist im zeitgenössischen Georgianischen Stil ausgestaltet. Da Adam am Dachstuhl Planken eines Kriegsschiffes wiederverwendete, finden sich dort Bleigeschosse. Von Anita Pate gestaltete Bleiglasfenster zeigen die bis in das 6. Jahrhundert zurückreichende Kirchengeschichte. Zum Gedenken an James Stevenson-Hamilton, den Gründer des Kruger-Nationalparks, zeigen einige Fenster afrikanische Wildtiere.